# Patrimoni de la Humanitat a Portugal

El Patrimoni de la Humanitat a Portugal és el conjunt de llocs històrics, arquitectònics, arqueològics, naturals i culturals declarats Patrimoni de la Humanitat per la Unesco a Portugal. L'objectiu de la UNESCO és promoure la conservació d'aquest patrimoni i fomentar la comprensió i el respecte per la diversitat cultural del món.

## Béns culturals i naturals
Portugal compta actualment amb els següents llocs declarats com Patrimoni de la Humanitat per la UNESCO:
| | Convent de Crist a Tomar |   |
| Be cultural inscrit l'any 1983. | |   |
| Localització: Districte de Santarém | |   |
| \| « \| Monument simbòlic d'exaltació de la Reconquesta, el convent de l'Orde del Temple a Tomar va ser transferit a 1344 a l'Ordre dels Cavallers de Crist. En l'època manuelina va arribar a simbolitzar, en canvi, l'obertura de Portugal a altres civilitzacions.(UNESCO/BPI)[1] \| » \| | |   |
| « | Monument simbòlic d'exaltació de la Reconquesta, el convent de l'Orde del Temple a Tomar va ser transferit a 1344 a l'Ordre dels Cavallers de Crist. En l'època manuelina va arribar a simbolitzar, en canvi, l'obertura de Portugal a altres civilitzacions.(UNESCO/BPI) | » |

| | Centre d'Angra do Heroismo a les Açores |   |
| Be cultural inscrit l'any 1983. | |   |
| Localització: Açores | |   |
| \| « \| Situada en una de les illes de l'arxipèlag de les Açores, la ciutat d'Angra do Heroismo va ser un port d'escala obligada per a la travessia de l'Atlàntic des del segle xv fins que van fer la seva aparició els vaixells de vapor, al segle xix. Els imponents forts de Sant Sebastià i Sant Joan Baptista, que daten de quatre segles enrere, constitueixen exemples incomparables de l'arquitectura militar de l'època. Deteriorada pel terratrèmol de 1980, Angra està sent objecte d'obres de restauració. (UNESCO/BPI)[2] \| » \| | |   |
| « | Situada en una de les illes de l'arxipèlag de les Açores, la ciutat d'Angra do Heroismo va ser un port d'escala obligada per a la travessia de l'Atlàntic des del segle xv fins que van fer la seva aparició els vaixells de vapor, al segle xix. Els imponents forts de Sant Sebastià i Sant Joan Baptista, que daten de quatre segles enrere, constitueixen exemples incomparables de l'arquitectura militar de l'època. Deteriorada pel terratrèmol de 1980, Angra està sent objecte d'obres de restauració. (UNESCO/BPI) | » |

| | Monestir de Batalha |   |
| Be cultural inscrit l'any 1983. | |   |
| Localització: Districte de Leiria | |   |
| Zona de protecció: 0,98 ha. Zona de respecte: 86 ha. | |   |
| \| « \| El monestir dominic de Batalha va ser erigit per a commemorar la victòria dels portuguesos sobre els castellans en la batalla d'Aljubarrota (1385). La seva construcció, que va ser la principal empresa arquitectònica dels monarques portuguesos durant dos segles, va donar naixement a un estil gòtic nacional profundament influït per l'art manuelí, com es pot apreciar al claustre real, autèntica obra mestra de l'arquitectura. (UNESCO/BPI)[3] \| » \| | |   |
| « | El monestir dominic de Batalha va ser erigit per a commemorar la victòria dels portuguesos sobre els castellans en la batalla d'Aljubarrota (1385). La seva construcció, que va ser la principal empresa arquitectònica dels monarques portuguesos durant dos segles, va donar naixement a un estil gòtic nacional profundament influït per l'art manuelí, com es pot apreciar al claustre real, autèntica obra mestra de l'arquitectura. (UNESCO/BPI) | » |

| | Monestir dels Jerònims de Belém i Torre de Belém a Lisboa |   |
| Be cultural inscrit l'any 1983, modificació menor l'any 2008. | |   |
| Localització: Districte de Lisboa | |   |
| Zona de protecció: 2,66 ha. Zona de respecte: 103 ha. | |   |
| \| « \| Construït a partir de l'any 1502, el Monestir dels Jerònims s'alça a l'entrada del port de Lisboa i és l'exemplificació mateixa de l'art portuguès en tot el seu apogeu. La propera Torre de Belém, erigida per commemorar l'expedició de Basc de Gamma, porta a la memòria dels grans descobriments marítims que van formar els fonaments del món modern.(UNESCO/BPI)[4] \| » \| | |   |
| « | Construït a partir de l'any 1502, el Monestir dels Jerònims s'alça a l'entrada del port de Lisboa i és l'exemplificació mateixa de l'art portuguès en tot el seu apogeu. La propera Torre de Belém, erigida per commemorar l'expedició de Basc de Gamma, porta a la memòria dels grans descobriments marítims que van formar els fonaments del món modern.(UNESCO/BPI) | » |

| | Centre històric d'Évora |   |
| Be cultural inscrit l'any 1986. | |   |
| Localització: Districte d'Évora | |   |
| \| « \| Fundada en temps de l'Imperi Romà, aquesta ciutat-museu conèixer la seva edat daurada en el segle xv, quan es va convertir en lloc de residència dels reis de Portugal. Les seves cases dels segles XVI al XVIII, emblanquinades i ornamentades amb rajoles i balcons de ferro forjat, li imprimeixen un caràcter únic. L'arquitectura d'Evora va exercir una influència molt acusada en els monuments i edificis construïts en el Brasil colonial. (UNESCO/BPI)[5] \| » \| | |   |
| « | Fundada en temps de l'Imperi Romà, aquesta ciutat-museu conèixer la seva edat daurada en el segle xv, quan es va convertir en lloc de residència dels reis de Portugal. Les seves cases dels segles XVI al XVIII, emblanquinades i ornamentades amb rajoles i balcons de ferro forjat, li imprimeixen un caràcter únic. L'arquitectura d'Evora va exercir una influència molt acusada en els monuments i edificis construïts en el Brasil colonial. (UNESCO/BPI) | » |

| | Monestir d'Alcobaça |   |
| Be cultural inscrit l'any 1989. | |   |
| Localització: Districte de Leiria | |   |
| \| « \| Situada al nord de Lisboa, l'abadia de Santa Maria d'Alcobaça va ser fundada al segle xii pel rei Alfons I de Portugal. Les seves dimensions, la puresa del seu estil arquitectònic, la bellesa dels materials emprats en la seva construcció i la cura amb què aquesta es va dur a terme han fet d'aquest monestir una obra mestra de l'art gòtic cistercenc.(UNESCO/BPI)[6] \| » \| | |   |
| « | Situada al nord de Lisboa, l'abadia de Santa Maria d'Alcobaça va ser fundada al segle xii pel rei Alfons I de Portugal. Les seves dimensions, la puresa del seu estil arquitectònic, la bellesa dels materials emprats en la seva construcció i la cura amb què aquesta es va dur a terme han fet d'aquest monestir una obra mestra de l'art gòtic cistercenc.(UNESCO/BPI) | » |

| | Paisatge cultural de Sintra |   |
| Be cultural inscrit l'any 1995. | |   |
| Localització: Districte de Lisboa | |   |
| Zona de protecció: 946 ha. Zona de respecte: 3641 ha. | |   |
| \| « \| Al segle xix Cintra es va convertir en el primer centre important de l'arquitectura romàntica europea. El rei Ferran II de Portugal va transformar en palau un monestir ruïnós, recorrent a la utilització d'elements arquitectònics gòtics, egipcis, moriscos i renaixentistes que expressaven la nova sensibilitat estètica de l'època, i va crear un parc en el qual es barrejaven les espècies vegetals locals amb les exòtiques. La construcció d'altres residències senyorials a la serra circumdant, inspirades en aquest model, va dotar a Cintra d'un conjunt únic de parcs i jardins que va exercir una gran influència en l'art paisatgístic europeu.(UNESCO/BPI)[7] \| » \| | |   |
| « | Al segle xix Cintra es va convertir en el primer centre important de l'arquitectura romàntica europea. El rei Ferran II de Portugal va transformar en palau un monestir ruïnós, recorrent a la utilització d'elements arquitectònics gòtics, egipcis, moriscos i renaixentistes que expressaven la nova sensibilitat estètica de l'època, i va crear un parc en el qual es barrejaven les espècies vegetals locals amb les exòtiques. La construcció d'altres residències senyorials a la serra circumdant, inspirades en aquest model, va dotar a Cintra d'un conjunt únic de parcs i jardins que va exercir una gran influència en l'art paisatgístic europeu.(UNESCO/BPI) | » |

| | Centre històric de Porto |   |
| Be cultural inscrit l'any 1996. | |   |
| Localització: Districte de Porto | |   |
| \| « \| Situada a la desembocadura del Duero i escalonada sobre els vessants dels turons que dominen el riu, la ciutat de Porto ofereix un paisatge urbà excepcional, testimoni de la seva història bimil·lenària. Anomenada "Portus" -el port- pels romans, la ciutat sempre va estar estretament vinculada amb l'activitat marítima, font de la seva prosperitat secular, de la qual són exponents els seus nombrosos monuments, des de la catedral amb cor romànic fins a l'edifici neoclàssic de la Borsa, passant per l'església de Santa Clara, d'estil manuelí típicament portuguès.(UNESCO/BPI)[8] \| » \| | |   |
| « | Situada a la desembocadura del Duero i escalonada sobre els vessants dels turons que dominen el riu, la ciutat de Porto ofereix un paisatge urbà excepcional, testimoni de la seva història bimil·lenària. Anomenada "Portus" -el port- pels romans, la ciutat sempre va estar estretament vinculada amb l'activitat marítima, font de la seva prosperitat secular, de la qual són exponents els seus nombrosos monuments, des de la catedral amb cor romànic fins a l'edifici neoclàssic de la Borsa, passant per l'església de Santa Clara, d'estil manuelí típicament portuguès.(UNESCO/BPI) | » |

| | Llocs d'art rupestre prehistòric de la vall del Côa i de Siega Verde |   |
| Be cultural inscrit a l'any 1998, extensió de la zona l'any 2010. | |   |
| Compartit amb Espanya | |   |
| Localització: Districte de Guarda | |   |
| \| « \| Els llocs d'art rupestre prehistòric de la Vall del Côa, inscrits a la Llista del Patrimoni Mundial el 1998, posseeixen una extraordinària concentració de petròglifs del Paleolític Superior (22.000-10.000 aC), que és única en el seu gènere al món i constitueix un els exemples més notables de les primeres creacions artístiques de l'ésser humà. La zona arqueològica de Siega Verde, situada a la comunitat de Castella i Lleó, completa aquests llocs amb els seus 645 gravats executats en un escarpament format per l'erosió fluvial. Aquests gravats són essencialment figuratius i representen animals, encara que també s'han identificat algunes figures geomètriques i esquemàtiques. Els llocs de la Vall del Côa i el lloc de Siega Verde formen el conjunt més important d'art rupestre paleolític a l'aire lliure de la Península Ibèrica. (UNESCO/BPI)[9] \| » \| | |   |
| « | Els llocs d'art rupestre prehistòric de la Vall del Côa, inscrits a la Llista del Patrimoni Mundial el 1998, posseeixen una extraordinària concentració de petròglifs del Paleolític Superior (22.000-10.000 aC), que és única en el seu gènere al món i constitueix un els exemples més notables de les primeres creacions artístiques de l'ésser humà. La zona arqueològica de Siega Verde, situada a la comunitat de Castella i Lleó, completa aquests llocs amb els seus 645 gravats executats en un escarpament format per l'erosió fluvial. Aquests gravats són essencialment figuratius i representen animals, encara que també s'han identificat algunes figures geomètriques i esquemàtiques. Els llocs de la Vall del Côa i el lloc de Siega Verde formen el conjunt més important d'art rupestre paleolític a l'aire lliure de la Península Ibèrica. (UNESCO/BPI) | » |

| | Boscs de laurisilva de Madeira |   |
| Be natural inscrit l'any 1999. | |   |
| Localització: Madeira | |   |
| Zona de protecció: 15.000 ha. | |   |
| \| « \| El bosc de laurisilva de l'illa de Madeira és una relíquia excepcional d'un tipus de boscos de llorers molt abundant en el passat. Avui dia, és el més gran dels boscos subsistents d'aquest gènere. El 90% de la seva superfície està coberta per l'ecosistema forestal primari, que alberga un conjunt únic d'espècies vegetals i animals. Moltes d'aquestes últimes -per exemple, el tudó de Madeira- són endèmiques. (UNESCO/BPI)[10] \| » \| | |   |
| « | El bosc de laurisilva de l'illa de Madeira és una relíquia excepcional d'un tipus de boscos de llorers molt abundant en el passat. Avui dia, és el més gran dels boscos subsistents d'aquest gènere. El 90% de la seva superfície està coberta per l'ecosistema forestal primari, que alberga un conjunt únic d'espècies vegetals i animals. Moltes d'aquestes últimes -per exemple, el tudó de Madeira- són endèmiques. (UNESCO/BPI) | » |

| | Centre històric de Guimarães |   |
| Be cultural inscrit l'any 2001. | |   |
| Localització: Districte de Braga | |   |
| Zona de protecció: 16 ha. Zona de respecte: 45 ha. | |   |
| \| « \| Vinculada al naixement de la identitat nacional portuguesa al segle xii, Guimaraes és un exemple excepcional de transformació d'una població medieval a ciutat moderna. Aquesta ciutat ha conservat amb autenticitat i en bon estat una sèrie molt variada d'edificis il·lustratius de l'evolució específica de l'arquitectura portuguesa entre els segles XV i XIX, caracteritzada per l'ús sistemàtic de materials i tècniques de construcció tradicionals. (UNESCO/BPI)[11] \| » \| | |   |
| « | Vinculada al naixement de la identitat nacional portuguesa al segle xii, Guimaraes és un exemple excepcional de transformació d'una població medieval a ciutat moderna. Aquesta ciutat ha conservat amb autenticitat i en bon estat una sèrie molt variada d'edificis il·lustratius de l'evolució específica de l'arquitectura portuguesa entre els segles XV i XIX, caracteritzada per l'ús sistemàtic de materials i tècniques de construcció tradicionals. (UNESCO/BPI) | » |

| | Regió vitícola de l'Alt Douro |   |
| Be cultural inscrit l'any 2001. | |   |
| Localització: Regió del Douro | |   |
| Zona de protecció: 24.600 ha. Zona de respecte: 225.400 ha. | |   |
| \| « \| La vitivinicultura és una activitat tradicional dels agricultors de l'Alt Douro des de fa dos mil anys i, entre els vins de la regió, destaca el porto, cèlebre en el món sencer des del segle xviii. La llarga tradició vitivinícola ha configurat un paisatge cultural d'extraordinària bellesa, fidel reflex de l'evolució tècnica, social i econòmica de la regió. Les vinyes segueixen sent explotats per agricultors que respecten les tècniques de cultiu tradicionals. (UNESCO/BPI)[12] \| » \| | |   |
| « | La vitivinicultura és una activitat tradicional dels agricultors de l'Alt Douro des de fa dos mil anys i, entre els vins de la regió, destaca el porto, cèlebre en el món sencer des del segle xviii. La llarga tradició vitivinícola ha configurat un paisatge cultural d'extraordinària bellesa, fidel reflex de l'evolució tècnica, social i econòmica de la regió. Les vinyes segueixen sent explotats per agricultors que respecten les tècniques de cultiu tradicionals. (UNESCO/BPI) | » |

| | Paisatge vitícola de l'illa de Pico |   |
| Be cultural inscrit l'any 2004. | |   |
| Localització: Açores | |   |
| Zona de protecció: 987 ha. Zona de respecte: 1924 ha. | |   |
| \| « \| Aquest lloc de 987 hectàrees està situat a l'illa volcànica del Pico, la segona en superfície de l'arxipèlag de les Açores, i comprèn una xarxa espectacular de llargs murs de pedra, àmpliament espaiats i paral·lels a la riba de l'oceà, que van des de la costa cap a l'interior. Aquests murs van ser aixecats per emparar del vent i l'aigua de la mar milers de "Currais", petites parcel·les confrontants de forma rectangular en què es conrea la vinya. Aquest tipus de viticultura, els orígens es remunten al segle xv, ha deixat una empremta manifesta en l'extraordinari agrupament de les parcel·les, els habitatges, les cases pairals de començaments del segle xix, els cellers, les esglésies i els ports. Configurat per la mà de l'home, aquest paisatge d'extraordinària bellesa és el millor vestigi subsistent d'una pràctica agrícola molt estesa en altres temps. (UNESCO/BPI)[13] \| » \| | |   |
| « | Aquest lloc de 987 hectàrees està situat a l'illa volcànica del Pico, la segona en superfície de l'arxipèlag de les Açores, i comprèn una xarxa espectacular de llargs murs de pedra, àmpliament espaiats i paral·lels a la riba de l'oceà, que van des de la costa cap a l'interior. Aquests murs van ser aixecats per emparar del vent i l'aigua de la mar milers de "Currais", petites parcel·les confrontants de forma rectangular en què es conrea la vinya. Aquest tipus de viticultura, els orígens es remunten al segle xv, ha deixat una empremta manifesta en l'extraordinari agrupament de les parcel·les, els habitatges, les cases pairals de començaments del segle xix, els cellers, les esglésies i els ports. Configurat per la mà de l'home, aquest paisatge d'extraordinària bellesa és el millor vestigi subsistent d'una pràctica agrícola molt estesa en altres temps. (UNESCO/BPI) | » |

| | Guarnició fronterera i les fortificacions de la ciutat d'Elvas |   |
| Be cultural inscrit l'any 2012, modificació menor l'any 2013. | |   |
| Localització: Alentejo | |   |
| Zona de protecció: 179 ha. Zona de respecte: 690 ha. | |   |
| \| « \| El lloc conté fortificacions dels segles xvii a XIX. Es tracta del major sistema de muralles i fossats secs del món. Dins el recinte emmurallat hi ha barracons i altres edificis militars així com esglésies i monestirs. Encara que Elvas té vestigis arqueològics del segle x, la construcció de les seves fortificacions va començar amb la independència de Portugal, l'any 1640. Dissenyades pel jesuïta holandès João Piscásio Cosmander, són el millor exemple encara existent de l'escola holandesa de fortificació arreu del món. El lloc inclou també l'aqüeducte d'Amoreira, construït perquè la fortalesa suportés llargs setges sense manca d'aigua. (UNESCO/BPI)[14] \| » \| | |   |
| « | El lloc conté fortificacions dels segles xvii a XIX. Es tracta del major sistema de muralles i fossats secs del món. Dins el recinte emmurallat hi ha barracons i altres edificis militars així com esglésies i monestirs. Encara que Elvas té vestigis arqueològics del segle x, la construcció de les seves fortificacions va començar amb la independència de Portugal, l'any 1640. Dissenyades pel jesuïta holandès João Piscásio Cosmander, són el millor exemple encara existent de l'escola holandesa de fortificació arreu del món. El lloc inclou també l'aqüeducte d'Amoreira, construït perquè la fortalesa suportés llargs setges sense manca d'aigua. (UNESCO/BPI) | » |

| | Universitat de Coïmbra: Alta i Sofía |   |
| Be cultural inscrit l'any 2013. | |   |
| Localització: Districte de Coïmbra | |   |
| Zona de protecció: 36 ha. Zona de respecte: 82 ha. | |   |
| \| « \| Situada en un turó sobre la ciutat, la Universitat de Coimbra amb les seves facultats va créixer i es va desenvolupar durant més de set segles al nucli antic. Els edificis notables de la universitat inclouen la Catedral de la Santa Creu del segle xii i un nombre de facultats del segle xvi, el Palau Reial de Alcáçova, que va albergar la universitat des de 1537, la Biblioteca Joanine amb la seva rica decoració barroca, el Jardí Botànic del segle xviii i l'Editorial universitària, així com la gran ciutat universitària creada durant els anys 40. els edificis de la universitat es van convertir en una referència en el desenvolupament d'altres institucions d'educació superior en el món lusità-parlant on va impulsar també una major influència en l'aprenentatge i la literatura. Coimbra ofereix un exemple excel·lent d'una ciutat universitària integrada amb una tipologia urbana específica així com les seves pròpies tradicions culturals i cerimonials que s'han mantingut vives al llarg dels anys. (UNESCO/BPI)[15] \| » \| | |   |
| « | Situada en un turó sobre la ciutat, la Universitat de Coimbra amb les seves facultats va créixer i es va desenvolupar durant més de set segles al nucli antic. Els edificis notables de la universitat inclouen la Catedral de la Santa Creu del segle xii i un nombre de facultats del segle xvi, el Palau Reial de Alcáçova, que va albergar la universitat des de 1537, la Biblioteca Joanine amb la seva rica decoració barroca, el Jardí Botànic del segle xviii i l'Editorial universitària, així com la gran ciutat universitària creada durant els anys 40. els edificis de la universitat es van convertir en una referència en el desenvolupament d'altres institucions d'educació superior en el món lusità-parlant on va impulsar també una major influència en l'aprenentatge i la literatura. Coimbra ofereix un exemple excel·lent d'una ciutat universitària integrada amb una tipologia urbana específica així com les seves pròpies tradicions culturals i cerimonials que s'han mantingut vives al llarg dels anys. (UNESCO/BPI) | » |

## Llista indicativa
L'inscripció en aquesta llista és la primera etapa per qualsevol futura candidatura. La llista indicativa de Portugal fou revisada per última vegada el 31 de gener del 2008, ha presentat els següents llocs:
|  | Furna do Enxofre Be natural Proposat l'any 1996                                    |
|  | Algar do Carvao Be natural Proposat l'any 1996                                     |
|  | Ciutat històrica de Santarém Be cultural Proposat l'any 1996                       |
|  | Ciutat vella de Marvão i les muntanyes on es troba Be cultural Proposat l'any 2000 |
|  | Illes Salvatges Be natural Proposat l'any 2002                                     |
|  | Arràbida Be natural Proposat l'any 2004                                            |
|  | Parc forestal de Buçaco Be mixto Proposat l'any 2004                               |
|  | Palau Nacional de Mafra, convent i parc Be cultural Proposat l'any 2004            |
|  | Costa sud-oest Be natural Proposat l'any 2004                                      |
|  | Baixa Pombalina o la ciutat baixa de Lisboa Be cultural Proposat l'any 2004        |
|  | Icnites de dinosaures Be cultural Proposat l'any 2008                              |

## Patrimoni Cultural Immaterial
Actualment Portugal té els següents elements inscrits a la llista del Patrimoni Cultural Immaterial:
| | El fado, cant popular urbà de Portugal |   |
| Be immaterial inscrit l'any 2011. | |   |
| \| « \| El fado és un gènere artístic que alia la música a la poesia, i que es practica extensament en diverses comunitats de Lisboa. És una síntesi multicultural de balls cantats afrobrasilers, de gèneres tradicionals locals de cançó i dansa, de tradicions musicals de les zones rurals del país aportades per les ones successives d'immigrants a la ciutat, i de corrents de la cançó urbana cosmopolita de principis del segle xix. El fado el sol interpretar un sol cantant, home o dona, amb l'acompanyament d'una guitarra acústica de cordes metàl·liques i de la guitarra portuguesa, una mena de llaüt en forma de pera, proveït de dotze cordes metàl·liques, que és un instrument únic al seu gènere i que compta amb un vast repertori en sol. Des de fa diversos decennis, l'acompanyament musical s'ha enriquit i comprèn dues guitarres portugueses, una guitarra i una guitarra baix. El fado el canten professionals en el circuit comercial de concerts i en petits locals anomenats "cases de fado". També el canten aficionats als locals de nombroses associacions comunitàries dels barris vells lisboetes. Els intèrprets més veterans i respectats imparteixen cursos informals de fado en els llocs on aquest s'executa tradicionalment, i aquest magisteri s'exerceix sovint de generació en generació dins de les mateixes famílies. La propagació del fado per conducte de l'emigració i del circuit musical mundial no només ha consolidat la seva imatge de símbol de la identitat portuguesa, sinó que també ha donat lloc a intercanvis interculturals amb altres tradicions musicals. (UNESCO/BPI) \| » \| | |   |
| « | El fado és un gènere artístic que alia la música a la poesia, i que es practica extensament en diverses comunitats de Lisboa. És una síntesi multicultural de balls cantats afrobrasilers, de gèneres tradicionals locals de cançó i dansa, de tradicions musicals de les zones rurals del país aportades per les ones successives d'immigrants a la ciutat, i de corrents de la cançó urbana cosmopolita de principis del segle xix. El fado el sol interpretar un sol cantant, home o dona, amb l'acompanyament d'una guitarra acústica de cordes metàl·liques i de la guitarra portuguesa, una mena de llaüt en forma de pera, proveït de dotze cordes metàl·liques, que és un instrument únic al seu gènere i que compta amb un vast repertori en sol. Des de fa diversos decennis, l'acompanyament musical s'ha enriquit i comprèn dues guitarres portugueses, una guitarra i una guitarra baix. El fado el canten professionals en el circuit comercial de concerts i en petits locals anomenats "cases de fado". També el canten aficionats als locals de nombroses associacions comunitàries dels barris vells lisboetes. Els intèrprets més veterans i respectats imparteixen cursos informals de fado en els llocs on aquest s'executa tradicionalment, i aquest magisteri s'exerceix sovint de generació en generació dins de les mateixes famílies. La propagació del fado per conducte de l'emigració i del circuit musical mundial no només ha consolidat la seva imatge de símbol de la identitat portuguesa, sinó que també ha donat lloc a intercanvis interculturals amb altres tradicions musicals. (UNESCO/BPI) | » |

| | La dieta mediterrània |   |
| Be immaterial inscrito en 2010, ampliado en 2013. | |   |
| Aquest element es compartit amb Xipre, Croàcia, Espanya, Grècia, Itàlia i Marroc | |   |
| \| « \| La dieta mediterrània comprèn un conjunt de coneixements, competències pràctiques, rituals, tradicions i símbols relacionats amb els cultius i collites agrícoles, la pesca i la cria d'animals, i també amb la forma de conservar, transformar, cuinar, compartir i consumir els aliments. L'acte de menjar junts és un dels fonaments de la identitat i continuïtat culturals de les comunitats de la conca de la Mediterrània. És un moment d'intercanvi social i comunicació, i també d'afirmació i renovació dels llaços que configuren la identitat de la família, el grup o la comunitat. Aquest element del patrimoni cultural immaterial posa en relleu els valors d'hospitalitat, bon veïnatge, diàleg intercultural i creativitat, així com una manera de vida que es guia pel respecte de la diversitat. A més, té un paper essencial de factor de cohesió social en els espais culturals, festes i celebracions, en agrupar a gent de totes les edats, condicions i classes socials. També abasta àmbits com l'artesania i la fabricació de recipients per al transport, conservació i consum d'aliments, com plats de ceràmica i gots. Les dones tenen un paper fonamental en la transmissió de les competències i coneixements relacionats amb la dieta mediterrània, salvaguardant les tècniques culinàries, respectant els ritmes estacionals, observant les festes del calendari i transmetent els valors d'aquest element del patrimoni cultural a les noves generacions. Per la seva banda, els mercats locals d'aliments també tenen un paper fonamental com a espais culturals i llocs de transmissió de la dieta mediterrània en què la pràctica quotidiana d'intercanvis fomenta la concòrdia i el respecte mutu. (UNESCO/BPI) \| » \| | |   |
| « | La dieta mediterrània comprèn un conjunt de coneixements, competències pràctiques, rituals, tradicions i símbols relacionats amb els cultius i collites agrícoles, la pesca i la cria d'animals, i també amb la forma de conservar, transformar, cuinar, compartir i consumir els aliments. L'acte de menjar junts és un dels fonaments de la identitat i continuïtat culturals de les comunitats de la conca de la Mediterrània. És un moment d'intercanvi social i comunicació, i també d'afirmació i renovació dels llaços que configuren la identitat de la família, el grup o la comunitat. Aquest element del patrimoni cultural immaterial posa en relleu els valors d'hospitalitat, bon veïnatge, diàleg intercultural i creativitat, així com una manera de vida que es guia pel respecte de la diversitat. A més, té un paper essencial de factor de cohesió social en els espais culturals, festes i celebracions, en agrupar a gent de totes les edats, condicions i classes socials. També abasta àmbits com l'artesania i la fabricació de recipients per al transport, conservació i consum d'aliments, com plats de ceràmica i gots. Les dones tenen un paper fonamental en la transmissió de les competències i coneixements relacionats amb la dieta mediterrània, salvaguardant les tècniques culinàries, respectant els ritmes estacionals, observant les festes del calendari i transmetent els valors d'aquest element del patrimoni cultural a les noves generacions. Per la seva banda, els mercats locals d'aliments també tenen un paper fonamental com a espais culturals i llocs de transmissió de la dieta mediterrània en què la pràctica quotidiana d'intercanvis fomenta la concòrdia i el respecte mutu. (UNESCO/BPI) | » |

| | El cant polifònic de l'Alentejo (sud de Portugal) |   |
| Be inmaterial inscrit l'any 2014. | |   |
| \| « \| El cant de l'Alentejo és un tipus de cant tradicional en dues parts, practicat per corals d'aficionats del sud de Portugal. Es practica sense acompanyament d'instruments musicals, i es caracteritza per la peculiaritat de les seves melodies i lletres, així com pel seu estil vocal característic. Les corals estan formades per grups de fins a trenta cantaires, dividits en diversos grups. Un cantant solista, "el ponto" inicia el cant en un registre greu i un "alt" el segueix en un registre més agut, repetint la cantiga en una s'escau o una dècima més alta i ornamentant-la amb floritures. Després esclaten a cantar tots els altres membres de la coral, interpretant les estrofes restants en tèrcies paral·leles. La veu dominant de l'alt dirigeix la coral al llarg de tot el cant. Aquest art vocal abasta un vast repertori de poemes de temàtica tradicional i contemporània, que es canten al so de melodies de composició antiga o recent. Les lletres aborden tant temes tradicionals -la vida al camp, la natura, l'amor, la maternitat o la religió- com l'evolució actual de la vida cultural i social. Aquest cant és un element fonamental de la vida social en totes les comunitats de l'Alentejo i impregna les reunions organitzades en llocs públics i privats. La transmissió del cant s'efectua principalment durant els assajos de les corals, en els quals els membres més joves aprenen dels més veterans. Per als seus intèrprets i aficionats, el cant alentejano encarna un sòlid sentiment d'identitat i pertinença. Així mateix, reforça el diàleg entre persones de diferents generacions, sexes i mitjans socials, contribuint així a l'enfortiment de la cohesió social.(UNESCO/BPI) \| » \| | |   |
| « | El cant de l'Alentejo és un tipus de cant tradicional en dues parts, practicat per corals d'aficionats del sud de Portugal. Es practica sense acompanyament d'instruments musicals, i es caracteritza per la peculiaritat de les seves melodies i lletres, així com pel seu estil vocal característic. Les corals estan formades per grups de fins a trenta cantaires, dividits en diversos grups. Un cantant solista, "el ponto" inicia el cant en un registre greu i un "alt" el segueix en un registre més agut, repetint la cantiga en una s'escau o una dècima més alta i ornamentant-la amb floritures. Després esclaten a cantar tots els altres membres de la coral, interpretant les estrofes restants en tèrcies paral·leles. La veu dominant de l'alt dirigeix la coral al llarg de tot el cant. Aquest art vocal abasta un vast repertori de poemes de temàtica tradicional i contemporània, que es canten al so de melodies de composició antiga o recent. Les lletres aborden tant temes tradicionals -la vida al camp, la natura, l'amor, la maternitat o la religió- com l'evolució actual de la vida cultural i social. Aquest cant és un element fonamental de la vida social en totes les comunitats de l'Alentejo i impregna les reunions organitzades en llocs públics i privats. La transmissió del cant s'efectua principalment durant els assajos de les corals, en els quals els membres més joves aprenen dels més veterans. Per als seus intèrprets i aficionats, el cant alentejano encarna un sòlid sentiment d'identitat i pertinença. Així mateix, reforça el diàleg entre persones de diferents generacions, sexes i mitjans socials, contribuint així a l'enfortiment de la cohesió social.(UNESCO/BPI) | » |

| | La fabricació tradicional d'esquellots |   |
| Be immaterial inscrit l'any 2015 a la Llista del Patrimoni Cultural Immaterial que requereix mesures urgents de salvaguarda. | |   |
| \| « \| L'esquella portuguesa és un instrument de percussió idiòfon, proveït d'un sol batall, que se sol penjar al coll dels animals amb una corretja de cuir. Utilitzats tradicionalment pels pastors per localitzar i vigilar els seus ramats, les esquelles creen un paisatge sonor inconfusible al camp. Un esquella es fabrica amb una xapa de ferro que es martelleja en fred en una enclusa fins a obtenir la peça de forma còncava desitjada. Després, aquesta peça es sotmet al següent procés: es recobreix amb petites làmines de coure o estany; s'embolica el conjunt així format amb una barreja de fang i palla; es fica a la farga per soldar els metalls; es treu del foc i es submergeix en aigua freda per obtenir un refredament ràpid; es retira l'embolcall de fang cremada, trencant-la; es poleix el revestiment de coure o l'estany; i finalment s'afina el so. Els coneixements tècnics es transmeten de pares a fills en el si de les famílies, generació rere generació. La ciutat d'Alcáçovas és el centre principal de fabricació tradicional de esquellots a Portugal i els seus habitants s'enorgulleixen de ser dipositaris d'aquest llegat cultural. No obstant això, aquesta activitat resulta cada vegada menys viable, a causa dels recents canvis en la situació social i econòmica. Amb els nous mètodes de pasturatge del bestiar es necessiten cada vegada menys pastors i, a més, va en augment la producció de esquellots amb tècniques industrials més barates. Avui dia només estan en activitat 11 tallers i tretze artesans, nou dels quals han sobrepassat ja els setanta anys. (UNESCO/BPI)[19] \| » \| | |   |
| « | L'esquella portuguesa és un instrument de percussió idiòfon, proveït d'un sol batall, que se sol penjar al coll dels animals amb una corretja de cuir. Utilitzats tradicionalment pels pastors per localitzar i vigilar els seus ramats, les esquelles creen un paisatge sonor inconfusible al camp. Un esquella es fabrica amb una xapa de ferro que es martelleja en fred en una enclusa fins a obtenir la peça de forma còncava desitjada. Després, aquesta peça es sotmet al següent procés: es recobreix amb petites làmines de coure o estany; s'embolica el conjunt així format amb una barreja de fang i palla; es fica a la farga per soldar els metalls; es treu del foc i es submergeix en aigua freda per obtenir un refredament ràpid; es retira l'embolcall de fang cremada, trencant-la; es poleix el revestiment de coure o l'estany; i finalment s'afina el so. Els coneixements tècnics es transmeten de pares a fills en el si de les famílies, generació rere generació. La ciutat d'Alcáçovas és el centre principal de fabricació tradicional de esquellots a Portugal i els seus habitants s'enorgulleixen de ser dipositaris d'aquest llegat cultural. No obstant això, aquesta activitat resulta cada vegada menys viable, a causa dels recents canvis en la situació social i econòmica. Amb els nous mètodes de pasturatge del bestiar es necessiten cada vegada menys pastors i, a més, va en augment la producció de esquellots amb tècniques industrials més barates. Avui dia només estan en activitat 11 tallers i tretze artesans, nou dels quals han sobrepassat ja els setanta anys. (UNESCO/BPI) | » |

| | La falconeria, un patrimoni humà viu |   |
| Be inmaterial inscrit l'any 2011 (ampliat els anys 2012 i 2016). | |   |
| Aquese element es compartit amb Alemanya, Aràbia Saudita, Àustria, Bèlgica, Qatar, Corea del Sud, Emirats Àrabs Units, Espanya, França, Hongria, Itàlia, Kazakhstan, Marroc, Mongòlia, Pakistan, Txèquia i Síria | |   |
| \| « \| Al principi, l'home va utilitzar l'art de la falconeria per procurar-se aliments, però la seva evolució posterior va fer que avui dia estigui vinculat principalment a la conservació de la naturalesa, al patrimoni cultural i a les activitats socials de les comunitats. De conformitat amb les seves tradicions i principis ètics, els falconers domen, alimenten i ensinistren per al vol aus de presa -halcònids, i també àguiles i accipítrids-, creant un vincle amb elles i convertint-se en els seus principals protectors. Practicat en molts països de tot el món, l'art de la falconeria pot presentar algunes variants pràctiques -per exemple, en els equipaments utilitzats- però els seus mètodes són sempre anàlegs. Els falconers es consideren un grup específic. De vegades viatgen junts durant setmanes, caçant i explicant-després mútuament les vicissituds de cada jornada a les vetllades que organitzen. Consideren que la falconeria els uneix al passat, especialment quan pertanyen a comunitats en què aquest art representa un dels seus últims vincles amb el medi ambient natural i la seva cultura tradicional. Les pràctiques i coneixements relacionats amb aquest element del patrimoni cultural immaterial es transmeten de generació en generació al si de les famílies, així com mitjançant sistemes de tutoria formal i aprenentatge o cursos de formació impartits en clubs i escoles. En alguns països cal aprovar un examen de nivell nacional per ser falconer. La celebració de trobades i festivals permet a les comunitats de falconers intercanviar coneixements, fomentar la diversitat i sensibilitzar més al públic al valor del seu art. (UNESCO/BPI)[20] \| » \| | |   |
| « | Al principi, l'home va utilitzar l'art de la falconeria per procurar-se aliments, però la seva evolució posterior va fer que avui dia estigui vinculat principalment a la conservació de la naturalesa, al patrimoni cultural i a les activitats socials de les comunitats. De conformitat amb les seves tradicions i principis ètics, els falconers domen, alimenten i ensinistren per al vol aus de presa -halcònids, i també àguiles i accipítrids-, creant un vincle amb elles i convertint-se en els seus principals protectors. Practicat en molts països de tot el món, l'art de la falconeria pot presentar algunes variants pràctiques -per exemple, en els equipaments utilitzats- però els seus mètodes són sempre anàlegs. Els falconers es consideren un grup específic. De vegades viatgen junts durant setmanes, caçant i explicant-després mútuament les vicissituds de cada jornada a les vetllades que organitzen. Consideren que la falconeria els uneix al passat, especialment quan pertanyen a comunitats en què aquest art representa un dels seus últims vincles amb el medi ambient natural i la seva cultura tradicional. Les pràctiques i coneixements relacionats amb aquest element del patrimoni cultural immaterial es transmeten de generació en generació al si de les famílies, així com mitjançant sistemes de tutoria formal i aprenentatge o cursos de formació impartits en clubs i escoles. En alguns països cal aprovar un examen de nivell nacional per ser falconer. La celebració de trobades i festivals permet a les comunitats de falconers intercanviar coneixements, fomentar la diversitat i sensibilitzar més al públic al valor del seu art. (UNESCO/BPI) | » |

| | El procés de fabricació de la ceràmica negra de Bisalhães |   |
| Be immaterial inscrit l'any 2016 a la Llista del Patrimoni Cultural Immaterial que requereix mesures urgents de salvaguarda. | |   |
| \| « \| Coneguda com "la terra de productors d'olles i cassoles", la localitat de Bisalhães (Portugal) és el lloc de fabricació tradicional de la ceràmica negra. Representada en l'escut d'armes d'aquest poble i destinada a produir objectes culinaris i decoratius, la terrissa tradicional constitueix un element important de la identitat cultural de la comunitat. A Bisalhães se segueixen utilitzant mètodes ancestrals per crear peces de ceràmiques molt similars a les de temps passats. El procediment de fabricació de la ceràmica negra comprèn diverses etapes. Primer s'aixafa l'argila en un recipient de pedra amb un martell de fusta, i després es tria, s'humiteja, es pasta, es modela, es defineix utilitzant diversos tipus de llistons, s'allisa amb còdols, es decora amb un escuradents i es cou en un forn. Amb el córrer del temps, la divisió del treball ha evolucionat en els tallers de terrisseria: els homes s'encarreguen ara de la treballosa preparació de l'argila i les dones assumeixen essencialment la tasca de realitzar les decoracions de les peces. A més, els terrissaires ja no obtenen l'argila cavant la terra, sinó que s'aprovisionen en les fàbriques de rajoles locals. Transmesa gairebé exclusivament entre persones unides per llaços de parentiu, la viabilitat d'aquesta pràctica cultural es veu amenaçada per la disminució del nombre dels seus dipositaris, la manca d'interès de les noves generacions i la forta demanda de productes de sèrie industrials. (UNESCO/BPI)[21] \| » \| | |   |
| « | Coneguda com "la terra de productors d'olles i cassoles", la localitat de Bisalhães (Portugal) és el lloc de fabricació tradicional de la ceràmica negra. Representada en l'escut d'armes d'aquest poble i destinada a produir objectes culinaris i decoratius, la terrissa tradicional constitueix un element important de la identitat cultural de la comunitat. A Bisalhães se segueixen utilitzant mètodes ancestrals per crear peces de ceràmiques molt similars a les de temps passats. El procediment de fabricació de la ceràmica negra comprèn diverses etapes. Primer s'aixafa l'argila en un recipient de pedra amb un martell de fusta, i després es tria, s'humiteja, es pasta, es modela, es defineix utilitzant diversos tipus de llistons, s'allisa amb còdols, es decora amb un escuradents i es cou en un forn. Amb el córrer del temps, la divisió del treball ha evolucionat en els tallers de terrisseria: els homes s'encarreguen ara de la treballosa preparació de l'argila i les dones assumeixen essencialment la tasca de realitzar les decoracions de les peces. A més, els terrissaires ja no obtenen l'argila cavant la terra, sinó que s'aprovisionen en les fàbriques de rajoles locals. Transmesa gairebé exclusivament entre persones unides per llaços de parentiu, la viabilitat d'aquesta pràctica cultural es veu amenaçada per la disminució del nombre dels seus dipositaris, la manca d'interès de les noves generacions i la forta demanda de productes de sèrie industrials. (UNESCO/BPI) | » |